# أربست
أُرْبُست (بالإنجليزية: Orbost) هي بلدة تقع ضمن نطاق بلدية غبسلند الشرقية (بالإنجليزية: East Gippsland)، في ولاية ڤكتوريا بأستراليا، على بُعد 375 كيلومترًا شرق ملبورن، و235 كيلومترًا جنوب كانبرا، عند نقطة عبور طريق برنسز السريع (بالإنجليزية: Princes Highway) لنهر سنوي. تبعد البلدة قُرابة ستة عشر كيلومترًا عن بلدة مارلو الساحلية المطلة على مضيق باس، المقصودة من مُحبي الركمجة وصيد الأسماك، كما تبعد 217 كيلومترًا بالسيارة عن منتجع هوثام الجبلي (بالإنجليزية: Hotham Alpine Resort). تُعد أربست مركزًا خدميًا رئيسيًا للصناعات الأولية مثل إنتاج لحوم الأبقار وألبانها، ونشر الأخشاب. وفي الآونة الأخيرة، أصبحت السياحة إحدى موارد الرزق المهمة والمزدهرة في البلدة، إذ أنها أقرب البلدات لعددٍ من المتنزهات الوطنية الواقعة بين طرق الوصول إلى الشاطئ أو الجبال، بما في ذلك «منتزه سنوي ريفر الوطني» الشهير، و«منتزه الجبال الوطني»، و«منتزه إرينُندَرا الوطني»، و«منتزه كروجينجُلُنج الوطني»، و«منتزه كيب كونران الساحلي».
أسهم تأسيس مصنع الجعة المُسمَّى «قبر البحَّارة» (بالإنجليزية: Sailors Grave Brewery) في جذب عدد كبير من السيّاح إلى المنطقة، من خلال تنظيمه لمهرجانات متعددة على مدار السنة. كما أصبحت رياضتا ركوب الدراجات والتجديف من أبرز عوامل الجذب السياحي، إذ تستقطبان الزوّار بفضل تنوّع جولات الدراجات المتاحة، وروعة الأنهار المنتشرة في جميع أنحاء المنطقة.
كانت عائلة كاميرون أولى العائلات الأوروبية التي استقرَّت في هذه المنطقة، وتحديدًا على الأراضي الرسوبية الغنية المحاذية للنهر، سنة 1876، ثُمَّ تبعهم العديد من المستوطنين الآخرين، وكان جُلّهم من المهاجرين الإسكتلنديين. افتتح «ألان بيرن» مكتب البريد في 1 ديسمبر 1880 مُسميًا إيَّاه «نُومِرلَّا» (بالإنجليزية: Neumerella)، ثم أُعيدت تسميته إلى «أُربُست» (بالإنجليزية: Orbost) سنة 1883. أنجب ألان المذكور وزوجته جويس تسعة أولاد، وامتلكا 237 فدانًا على نهر سنوي، فيما يُعرف اليوم باسم «طريق بيرن». وصل ألان وشقيقه روبرت إلى أستراليا سنة 1850، ولا يزال نسل شقيقه هذا يقيم في أُربُست حتى اليوم. افتُتح مكتب بريد جديد في «نُومِرلَّا» سنة 1889 وأُغلق سنة 1897، ثم أعيد افتتاحه سنة 1921. أُعلن عن تأسيس بلدة أُربُست رسميًا سنة 1890، وأُنشأ جسرٌ يربط بين ضفتي نهر سنوي، كما افتُتح مكتب للبرق. أُنشئت مناشر للأخشاب في المنطقة، وقُطعت أول دفعة من الأشجار المُحتطبة في أُربُست سنة 1882. وبحلول أواخر تسعينيات القرن التاسع عشر، بدأت البلدة تُصدِّر مُنتجاتها بانتظام إلى ملبورن بواسطة السفن التجارية الساحلية التي كانت تُبحر صعودًا في نهر سنوي وصولًا إلى البلدة. وصلت السكك الحديدية من ملبورن إلى أُرْبُست سنة 1916، مما مهّد الطريق لمزيدٍ من الاستيطان الزراعي في الوادي، واستغلال الغياض المحليَّة لإنتاج الأخشاب الصلبة وعوارض السكك الحديدية.
أطلقت سكة حديد غبسلند، إلى جانب البلدات المحيطة بها، حملة بعنوان «أنقذوا جسر قطار نهر سنوي» في محاولة للحفاظ على هذا المعلم التاريخي. وبحلول ثمانينيات القرن العشرين، أصبح تحطيب غابات غبسلند الشرقية قضية بيئية مثيرة للجدل، الأمر الذي أدى إلى إنشاء عدد من المتنزهات الوطنية الجديدة أو توسيع القائم منها في المنطقة، مما أسفر عن تراجع تدريجي في الوظائف المرتبطة بصناعة الأخشاب والمناشر. وقد أدى الانحدار العام في الأوضاع الريفية والاقتصادية في المنطقة إلى إغلاق خط السكك الحديدية في منتصف الثمانينيات المذكورة، وتراجُع عدد السكان من قُرابة أربعة آلاف نسمة إلى ما يُقارب ألفيّ نسمة مع بداية القرن الحادي والعشرين.
أدت إقامة مجمع جبال سنوي إلى تحويل مياه نهر سنوي نحو نهريّ موراي وموروبيدجي، بالإضافة إلى شبكات الري المرتبطة بهما. وخلال تسعينيات القرن العشرين، انخفض منسوب المياه في نهر سنوي انخفاضًا شديدًا، ما أثار قلق السُكَّان والهيئات البيئيَّة، مما أدى إلى إطلاق حملة سياسية تهدف إلى زيادة تدفق المياه من السد الواقع في بلدة «جندبين».